# Stazione di ricerca antartica finlandese Aboa
La stazione di ricerca antartica finlandese Aboa (Suomen tutkimusasema Aboa in finlandese) è una stazione estiva di ricerca scientifica finlandese costruita nel 1988 nella costa della principessa Martha (terra della regina Maud), nell'area delle Montagne Kraul, in Antartide.
Localizzata ad una latitudine di 73°03' sud e 13°25' ovest si trova a 130 km dalla costa ed a soli 200 metri dalla stazione svedese Wasa. Le due stazioni cooperano sia dal punto di vista scientifico che per la logistica ed insieme formano la base Nordenskiöld.
Disegnata originariamente per ospitare 10 persone, dopo il rinnovamento e l'ampliamento avvenuti tra il 2003 e il 2004 la stazione Aboa si compone di un edificio principale, 3 container-ufficio che funzionano anche da abitazioni, 2 container-laboratorio, diversi container-magazzino, un edificio per il generatore elettrico ed una rimessa per veicoli.
La stazione è gestita dall'Istituto finlandese di ricerche marine.